# Șirna
Șirna község Prahova megyében, Munténiában, Romániában.  A hozzá tartozó települések: Brătești, Coceana, Hăbud, Tăriceni és Varnița.

## Fekvése
A megye délnyugati részén található, a megyeszékhelytől, Ploieşti-től, huszonhárom kilométerre délre, a Cricovul Dulce  folyó és a Pribeagu patak mentén, sík területen. 

## Történelem
A 19. század végén a mai Șirna területén három község osztozott, melyek mindegyike Prahova megye Târgșorul járásához tartoztak.
- Șirna község, mely Șirna valamint Varnița falvakból állt, összesen 890 lakossal. Ebben az időszakban két templom állt a község területén, egy-egy mindkét faluban.
- Tăriceni község, 1255 lakossal, melyhez tartozott egy iskola valamint egy 1735-ben, Radu Scarlat által alapított templom.
- Hăbud község, mely Hăbud és Brătești falvakból állt, a község tulajdonában volt egy 1889-ben létrehozott iskola.

A két világháború között, 1925-ben Șirna és Tăriceni községeket egyesítették, ekkor a községközpont Tăriceni lett, az így létrehozott közigazgatási egységnek összesen 3408 lakosa lett. Majd 1931-ben, rövid ideig, ismét mint két különálló közigazgatási egységeket említik őket. 
1950-ben közigazgatási átszervezés alapján, a Prahova-i régió Ploiești rajonjához kerültek, majd 1952-ben a Ploiești régióhoz csatolták őket. 
1968-ban ismét megyerendszert vezettek be az országban, az említett települések az újból létrehozott Prahova megye részei lettek. Ekkor kapott Șirna községközponti rangot és ekkor helyezték az irányítása alá a megszüntetett Hăbud község falvait.

## Lakossága
A nemzetiségi megoszlás a következő:
| 2002     | 2002 | 2002   |
| -------- | ---- | ------ |
| Románok  | 5412 | 99,81% |
| Romák    | 10   | 0,18%  |
| Összesen | 5422 | 100,0% |

## Külső hivatkozások
- A településről
- asociatiaturismprahova.ro
- 2002-es népszámlálási adatok
- Marele Dicționar Geografic al României